# Mehrkampf-Meeting Ratingen
Mehrkampf-Meeting Ratingen est un meeting international d'athlétisme qui se déroule une fois par an à Ratingen, en Allemagne, au milieu du mois de juin, réunissant les meilleurs athlètes mondiaux dans les disciplines des épreuves combinées (décathlon chez les hommes et heptathlon chez les femmes). Créé en 1997, il fait partie de la Coupe du monde des épreuves combinées IAAF.

## Palmarès

### Hommes
| Année | Or                           | Or         | Argent                         | Argent | Bronze                             | Bronze |
| ----- | ---------------------------- | ---------- | ------------------------------ | ------ | ---------------------------------- | ------ |
| 2011  | Larbi Bouraada Algérie       | 8 302 (AR) | Rico Freimuth Allemagne        | 8 287  | Pascal Behrenbruch Allemagne       | 8 232  |
| 2012  | Larbi Bouraada Algérie       | 8 332      | Jan Felix Knobel Allemagne     | 8 228  | Yordani García Cuba                | 8 005  |
| 2013  | Pascal Behrenbruch Allemagne | 8 514      | Rico Freimuth Allemagne        | 8 488  | Jan Felix Knobel Allemagne         | 8 396  |
| 2014  | Rico Freimuth Allemagne      | 8 356      | Kevin Mayer France             | 8 323  | Arthur Abele Allemagne             | 8 139  |
| 2015  | Michael Schrader Allemagne   | 8 419      | Willem Coertzen Afrique du Sud | 8 341  | Pascal Behrenbruch Allemagne       | 7 826  |
| 2016  | Arthur Abele Allemagne       | 8 605      | Kai Kazmirek Allemagne         | 8 323  | Pelle Rietveld Pays-Bas            | 7 659  |
| 2017  | Rico Freimuth Allemagne      | 8 663      | Kurt Felix Grenade             | 8 509  | Kai Kazmirek Allemagne             | 8 478  |
| 2018  | Arthur Abele Allemagne       | 8 481      | Manuel Eitel Allemagne         | 8 121  | Marcus Nilsson Suède               | 8 120  |
| 2019  | Kai Kazmirek Allemagne       | 8 444      | Basile Rolnin France           | 8 205  | Fredriech Pretorius Afrique du Sud | 7 872  |
| 2021  | Kai Kazmirek Allemagne       | 8 184      | Mathias Brugger Allemagne      | 8 080  | Andreas Bechmann Allemagne         | 7 955  |

### Femmes
| Année | Or                             | Or    | Argent                      | Argent | Bronze                      | Bronze |
| ----- | ------------------------------ | ----- | --------------------------- | ------ | --------------------------- | ------ |
| 2011  | Jennifer Oeser Allemagne       | 6 663 | Aiga Grabuste Lettonie      | 6 507  | Lilli Schwarzkopf Allemagne | 6 370  |
| 2012  | Julia Mächtig Allemagne        | 6 345 | Maren Schwerdtner Allemagne | 6 000  | Ellen Sprunger Suisse       | 5 989  |
| 2013  | Julia Mächtig Allemagne        | 6 430 | Claudia Rath Allemagne      | 6 317  | Kira Biesenbach Allemagne   | 6 185  |
| 2014  | Lilli Schwarzkopf Allemagne    | 6 426 | Claudia Rath Allemagne      | 6 314  | Karolina Tyminska Pologne   | 6 266  |
| 2015  | Anouk Vetter Pays-Bas          | 6 387 | Jennifer Oeser Allemagne    | 6 306  | Claudia Rath Allemagne      | 6 290  |
| 2016  | Jessica Ennis-Hill Royaume-Uni | 6 733 | Carolin Schäfer Allemagne   | 6 476  | Jennifer Oeser Allemagne    | 6 058  |
| 2017  | Carolin Schäfer Allemagne      | 6 667 | Nadine Visser Pays-Bas      | 6 183  | Mareike Arndt Allemagne     | 6 106  |
| 2018  | Carolin Schäfer Allemagne      | 6 549 | Ivona Dadic Autriche        | 6 413  | Mareike Arndt Allemagne     | 6 169  |
| 2019  | Verena Preiner Autriche        | 6 591 | Ivona Dadic Autriche        | 6 461  | Nadine Broersen Pays-Bas    | 6 232  |
| 2021  | Georgia Ellenwood Canada       | 6 314 | Odile Ahouanwanou Bénin     | 6 274  | Verena Preiner Autriche     | 6 254  |